# DDR-Meisterschaften im Feldfaustball 1989/90
Die DDR-Meisterschaften im Feldfaustball 1989/90 waren seit 1949 die 41. Austragung der Meisterschaften im Faustball auf dem Feld in der DDR in der Saison 1989/90. Aufgrund des Beitritts der im Gebiet der DDR neugegründeten Landesverbände des Deutschen Turn-Verbandes der DDR, dem der Faustballverband der DDR angeschlossen war, zum Deutschen Turner-Bund, war dies auch die letzte DDR-Faustballmeisterschaft.
Die Saison begann mit dem ersten Spieltag (der Herren) in Berlin und St. Egidien im Herbst 1989. Die beiden Finalturniere der jeweils vier Oberliga-Erstplatzierten der Frauen und Männer fanden am 14./15. Juli 1990 in Dresden statt.
Der Modus der Finalrunde sah vor, dass die Einfachrunde nicht die endgültigen Platzierungen ergab, sondern weitere Platzierungsspiele der auf Platz 1 und 2 gelandeten Mannschaften im Finale und der auf Platz 3 und 4 einkommenden Mannschaften im kleinen Finale über die Medaillen entschieden.

## Frauen
Tabelle der Hauptrunde:
| Platz | Mannschaft                     | Spiele          | Punkte          | Siege           | Remis           | Niederlagen     | Vorgabezähler   |                 |
| 1.    | Lokomotive Schwerin            | 12              | 22:2            | 11              | –               | 1               | 3               |                 |
| 2.    | Rotation Berlin                | 12              | 17:7            | 8               | 1               | 3               | 2               |                 |
| 3.    | Chemie Weißwasser              | 12              | 16:8            | 8               | –               | 4               | 1               |                 |
| 4.    | TSG Berlin-Oberschöneweide (M) | 12              | 15:9            | 7               | 1               | 4               | 0               |                 |
| 5.    | Einheit Steremat Berlin        | 11 1            | 6:16            | 3               | –               | 8               | –               |                 |
| 6.    | SG Bademeusel (N)              | 11 1            | 4:18            | 2               | –               | 9               | –               |                 |
| 7.    | Empor Barby                    | 12              | 2:22            | 1               | –               | 11              | –               |                 |
| 8.    | Spielgem. Görlitz (N)          | zurückgezogen 2 | zurückgezogen 2 | zurückgezogen 2 | zurückgezogen 2 | zurückgezogen 2 | zurückgezogen 2 | zurückgezogen 2 |

Spiele der Finalrunde:
| TSG Berlin-Oberschöneweide | – | Rotation Berlin     | 24:21 (11:12) |
| Lokomotive Schwerin        | – | Chemie Weißwasser   | 24:17 (16:6)  |
| TSG Berlin-Oberschöneweide | – | Chemie Weißwasser   | 13:29 (7:11)  |
| Lokomotive Schwerin        | – | Rotation Berlin     | 17:24 (10:10) |
| Rotation Berlin            | – | Chemie Weißwasser   | 18:18 (10:9)  |
| TSG Berlin-Oberschöneweide | – | Lokomotive Schwerin | 27:19 (14:7)  |

Abschlusstabelle der Finalrunde:
| Platz | Mannschaft                 | Punkte | Vorgabezähler | Gesamt | Bälle Diff. |
| 1.    | Rotation Berlin            | 3:3    | 2             | 5:3    | 63:59 +4    |
| 2.    | Lokomotive Schwerin        | 2:4    | 3             | 5:4    | 60:68 -8    |
| 3.    | TSG Berlin-Oberschöneweide | 4:2    | 0             | 4:2    | 64:69 -5    |
| 4.    | Chemie Weißwasser          | 3:3    | 1             | 4:3    | 64:55 +9    |

Platzierungsspiele:

Die Spiele wurden im Modus mit zwei Gewinnsätzen ("Best-of-three") gespielt.
Spiel um Platz 3:
- TSG Berlin-Oberschöneweide – Chemie Weißwasser 2:0 (15:9, 15:11)

Finale:
- Lokomotive Schwerin – Rotation Berlin 0:2 (12:15, 12:15)

Abschlussstand:
| Platz | Mannschaft                 |
| 1.    | Rotation Berlin            |
| 2.    | Lokomotive Schwerin        |
| 3.    | TSG Berlin-Oberschöneweide |
| 4.    | Chemie Weißwasser          |

Kader der Meistermannschaft:
|  | Rotation Berlin: Diana Hofmeister, Anke Sternberg, Andrea Scharun, Anke Hildebrandt, Carola Dimter; Anke Freudenberg |

## Männer
Abschlusstabelle der Hauptrunde:
| Platz | Mannschaft                        | Punkte | Siege | Remis | Niederlagen | Bälle   | Vorgabezähler |
| 1.    | Lokomotive Dresden                | 40:4   | 20    | –     | 2           | 670:539 | 3             |
| 2.    | Traktor Bachfeld                  | 34:10  | 17    | –     | 5           | 629:529 | 2             |
| 3.    | Lok „Erich Steinfurth“ Berlin (M) | 33:11  | 16    | 1     | 5           | 684:519 | 1             |
| 4.    | Spielgemeinschaft Heidenau        | 27:17  | 13    | 1     | 8           | 558:494 | –             |
| 5.    | Lok „Erich Steinfurth“ Berlin II  | 24:20  | 11    | 2     | 9           | 541:543 | –             |
| 6.    | Fortschritt Glauchau              | 22:22  | 11    | –     | 11          | 582:567 | –             |
| 7.    | SG Bademeusel (N)                 | 20:24  | 10    | –     | 12          | 512:590 | –             |
| 8.    | ISG Hirschfelde                   | 18:26  | 9     | –     | 13          | 569:623 | –             |
| 9.    | Lok Elsterwerda                   | 14:30  | 7     | –     | 15          | 595:626 | –             |
| 10.   | Aufbau St. Egidien                | 13:31  | 6     | 1     | 15          | 526:584 | –             |
| 11.   | Chemie Zeitz (N)                  | 10:34  | 5     | –     | 17          | 502:613 | –             |
| 12.   | BLK Blau-Weiß Gersdorf (N)        | 9:35   | 4     | 1     | 17          | 545:686 | –             |

Auf-/Abstieg: Die letzten drei Mannschaften stiegen in die Landesliga ab.

Spiele der Finalrunde:
| Lok „Erich Steinfurth“ Berlin | – | SpG Heidenau                  | 32:20 (14:11) |
| Lokomotive Dresden            | – | Traktor Bachfeld              | 24:26 (16:7)  |
| Traktor Bachfeld              | – | SpG Heidenau                  | 24:18 (9:12)  |
| Lokomotive Dresden            | – | Lok „Erich Steinfurth“ Berlin | 24:25 (12:12) |
| Traktor Bachfeld              | – | Lok „Erich Steinfurth“ Berlin | 28:34 (17:18) |
| Lokomotive Dresden            | – | SpG Heidenau                  | 25:20 (16:4)  |

Abschlusstabelle der Vorrunde:
| Platz | Mannschaft                    | Punkte | Vorgabezähler | Gesamt | Bälle Diff. |
| 1.    | Lok „Erich Steinfurth“ Berlin | 6:0    | 1             | 7:0    | 91:72 +19   |
| 2.    | Traktor Bachfeld              | 4:2    | 2             | 6:2    | 78:76 +2    |
| 3.    | Lokomotive Dresden            | 2:4    | 3             | 5:4    | 73:71 +2    |
| 4.    | SpG Heidenau                  | 0:6    | 0             | 0:6    | 58:81 -23   |

Platzierungsspiele:

Die Spiele wurden im Modus mit zwei Gewinnsätzen ("Best-of-three") gespielt.
Spiel um Platz 3:
- Lokomotive Dresden – SpG Heidenau 2:0 (15:13, 16:14)

Finale:
- Traktor Bachfeld – Lok „Erich Steinfurth“ Berlin 1:2 (15:10, 6:15, 9:15)

Abschlussstand:
| Platz | Mannschaft                    |
| 1.    | Lok „Erich Steinfurth“ Berlin |
| 2.    | Traktor Bachfeld              |
| 3.    | Lokomotive Dresden            |
| 4.    | SpG Heidenau                  |

Kader der Meistermannschaft:
|  | Lok „Erich Steinfurth“ Berlin: Thomas Freßner, Dietmar Grammer, André Großer, Michael Schilsky, Rolf Mai; Heiko Frenzel Übungsleiter: Dr. Cornelius Frömmel |

## Anmerkung
1. 1 2 3 4  Vorgabezähler: Gemäß ihrer Platzierung in der Hauptrunde erhielten die qualifizierten Mannschaften Punkte für die Endrunde. Der Erste erhielt dabei drei Punkte, der Zweitplatzierte zwei, der Dritte noch einen.